# Dolichoderus quadripunctatus
Dolichoderus quadripunctatus es una especie de hormiga del género Dolichoderus, subfamilia Dolichoderinae. Fue descrita científicamente por Linnaeus en 1771.
Se distribuye por Armenia, Georgia, Irán, Turquía, Albania, Andorra, Austria, Bielorrusia, Bélgica, Bulgaria, Croacia, República Checa, Francia, Gibraltar, Grecia, Hungría, Italia, Liechtenstein, Lituania, Luxemburgo, Macedonia, Moldavia, Mónaco, Montenegro, Noruega, Polonia, Portugal, Rumania, Rusia, Eslovaquia, Eslovenia, España, Suiza y Ucrania. Se ha encontrado a elevaciones de hasta 750 metros. Vive en microhábitats como arbustos y troncos.